# 沃特 (食品)
沃特（阿姆哈拉語：ወጥ, IPA: [wətʼ]）是埃塞俄比亞和厄立特里亞的燉煮食品，類似濃湯或咖哩。主要材料包括肉（可用雞肉、牛肉、羊肉）或蔬菜及香料。在提格利尼亞語中稱為ጸብሒ，（IPA：[sʼɐbħi]）。